# Gobierno estatal de Sarre
El Gobierno estatal de Sarre (en alemán, Regierung des Saarlandes) es la institución de carácter ejecutivo en que se organiza el gobierno estatal del estado federado de Sarre (Alemania). La ley que regulaba el gobierno data de 1947, pero luego de un cambio en el legislativo en 2001 se autorizó que los secretarios de Estado nombrados por el Ministro-Presidente pudieran asistir a las reuniones del gobierno además de poseer derecho a voto.
El gobierno está formado por el Ministro-Presidente, quien encabeza el poder ejecutivo, y los ministros estatales, que son nombrados por el jefe del ejecutivo. El Ministro-Presidente establece las directrices de la política gubernamental y es responsable de ellas (lo que se conoce como la autoridad política). Dentro de las directrices establecidas, los ministros gestionan de manera independiente el área de responsabilidad que les ha sido asignada (el ministerio correspondiente). El gobierno estatal opera de acuerdo con normas de procedimiento.
El Ministro-Presidente es elegido por la mayoría del Parlamento Regional del Sarre, pudiendo ser elegido en las dos primeras rondas por mayoría absoluta de la cámara y en la tercera por mayoría simple, con más votos a favor que en contra. En caso de no obtener ninguna de las dos mayorías, se procederá a la búsqueda de un nuevo candidato.

## Listado de Ministros-presidentes desde 1947
| Legislatura      | Gobierno              | N.º  | Fotografía              | Ministro-Presidente del Gobierno estatal de Sarre | Inicio del mandato       | Fin del mandato          | Duración del mandato        |
| ---------------- | --------------------- | ---- | ----------------------- | ------------------------------------------------- | ------------------------ | ------------------------ | --------------------------- |
| I (1947-1952)    | Hoffmann I            | 1.°  |                         | Johannes Hoffmann                                 | 20 de diciembre de 1947  | 14 de abril de 1951      | 7 años, 11 meses y 9 días   |
| I (1947-1952)    | Hoffmann II           | 1.°  | 14 de abril de 1951     | Johannes Hoffmann                                 | 23 de diciembre de 1952  |                          | 7 años, 11 meses y 9 días   |
| II (1952-1955)   | Hoffmann III          | 1.°  | 23 de diciembre de 1952 | Johannes Hoffmann                                 | 17 de julio de 1954      |                          | 7 años, 11 meses y 9 días   |
| II (1952-1955)   | Hoffmann II           | 1.°  | 17 de julio de 1954     | Johannes Hoffmann                                 | 29 de octubre de 1955    |                          | 7 años, 11 meses y 9 días   |
| III (1955-1960)  | -                     | -    |                         | Heinrich Welsch                                   | 29 de octubre de 1955    | 10 de enero de 1956      | 1 mes y 11 días             |
| III (1955-1960)  | Ney                   | 2.°  |                         | Hubert Ney                                        | 10 de enero de 1956      | 4 de junio de 1957       | 1 año, 4 meses y 25 días    |
| III (1955-1960)  | Reinert I             | 3.°  |                         | Egon Reinert                                      | 4 de junio de 1957       | 26 de febrero de 1959    | 1 año, 10 meses y 26 días   |
| III (1955-1960)  | Reinert II            | 3.°  | 26 de febrero de 1959   | Egon Reinert                                      | 30 de abril de 1959      |                          | 1 año, 10 meses y 26 días   |
| III (1955-1960)  | Röder I               | 4.°  |                         | Franz-Josef Röder                                 | 30 de abril de 1959      | 17 de enero de 1961      | 20 años, 2 meses y 5 días   |
| IV (1960-1965)   | Röder I               | 4.°  | 17 de enero de 1961     | Franz-Josef Röder                                 | 19 de julio d 1965       |                          | 20 años, 2 meses y 5 días   |
| V (1965-1970)    | Röder II              | 4.°  | 19 de julio d 1965      | Franz-Josef Röder                                 | 13 de julio de 1970      |                          | 20 años, 2 meses y 5 días   |
| VI (1970-1975)   | Röder III             | 4.°  | 13 de julio de 1970     | Franz-Josef Röder                                 | 1 de marzo de 1977       |                          | 20 años, 2 meses y 5 días   |
| VII (1975-1980)  | Röder IV              | 4.°  | 1 de marzo de 1977      | Franz-Josef Röder                                 | 5 de julio de 1979       |                          | 20 años, 2 meses y 5 días   |
| VII (1975-1980)  | Zeyer I               | 5.°  |                         | Werner Zeyer                                      | 5 de julio de 1979       | 23 de mayo de 1980       | 5 años, 9 meses y 4 días    |
| VIII (1980-1985) | Zeyer II              | 5.°  | 23 de mayo de 1980      | Werner Zeyer                                      | 10 de julio de 1984      |                          | 5 años, 9 meses y 4 días    |
| VIII (1980-1985) | Zeyer III             | 5.°  | 10 de julio de 1984     | Werner Zeyer                                      | 9 de abril de1985        |                          | 5 años, 9 meses y 4 días    |
| IX (1985-1990)   | Lafontaine I          | 6.°  |                         | Oskar Lafontaine                                  | 9 de abril de 1985       | 21 de febrero de 1990    | 13 años y 7 meses           |
| X (1990-1994)    | Lafontaine II         | 6.°  | 21 de febrero de 1990   | Oskar Lafontaine                                  | 23 de noviembre de 1994  |                          | 13 años y 7 meses           |
| XI (1994-1999)   | Lafontaine III        | 6.°  | 23 de noviembre de 1994 | Oskar Lafontaine                                  | 9 de noviembre de 1998   |                          | 13 años y 7 meses           |
| XI (1994-1999)   | Klimmt                | 7.°  |                         | Reinhard Klimmt                                   | 9 de noviembre de 1998   | 29 de septiembre de 1999 | 10 meses y 20 días          |
| XII (1999-2004)  | Müller I              | 8.°  |                         | Peter Müller                                      | 29 de septiembre de 1999 | 6 de octubre de 2004     | 11 años, 10 meses y 11 días |
| XIII (2004-2009) | Müller II             | 8.°  | 6 de octubre de 2004    | Peter Müller                                      | 10 de noviembre de 2009  |                          | 11 años, 10 meses y 11 días |
| XIV (2009-2012)  | Müller III            | 8.°  | 10 de noviembre de 2009 | Peter Müller                                      | 10 de agosto de 2011     |                          | 11 años, 10 meses y 11 días |
| XIV (2009-2012)  | Kramp-Karrenbauer I   | 9.ª  |                         | Annegret Kramp-Karrenbauer                        | 10 de agosto de 2011     | 2 de mayo de 2012        | 6 años, 7 meses y 22 días   |
| XV (2012-2017)   | Kramp-Karrenbauer II  | 9.ª  | 2 de mayo de 2012       | Annegret Kramp-Karrenbauer                        | 17 de mayo de 2017       |                          | 6 años, 7 meses y 22 días   |
| XVI (2017-2022)  | Kramp-Karrenbauer III | 9.ª  | 17 de mayo de 2017      | Annegret Kramp-Karrenbauer                        | 1 de marzo de 2018       |                          | 6 años, 7 meses y 22 días   |
| XVI (2017-2022)  | Hans                  | 10.° |                         | Tobias Hans                                       | 1 de marzo de 2018       | 25 de abril de 2022      | 4 años y 24 días            |
| XVII (2022-)     | Rehlinger             | 11.ª |                         | Anke Rehlinger                                    | 25 de abril de 2022      | En el cargo              | 3 años, 3 meses y 11 días   |

## Ministerios
| |  |                                                          |                                     |
| Partido político                                                                                   |  | Partido Socialdemócrata de Alemania                      | Partido Socialdemócrata de Alemania |
| Ministra-Presidenta                                                                                |  |                                                          |                                     |
| Ministra-Presidenta                                                                                |  | Anke Rehlinger Desde 25 de abril de 2022                 |                                     |
| Viceministro-Presidente                                                                            |  |                                                          |                                     |
| Viceministro-Presidente                                                                            |  | Jürgen Barke Desde el 25 de abril de 2022                |                                     |
| Ministros                                                                                          |  |                                                          |                                     |
| Finanzas y Ciencia                                                                                 |  | Jakob von Weizsäcker Desde el 25 de abril de 2022        |                                     |
| Economía, Innovación, Digitalización y Energía                                                     |  | Jürgen Barke Desde el 25 de abril de 2022                |                                     |
| Interior, Construcción y Deporte                                                                   |  | Reinhold Jost Desde el 25 de abril de 2022               |                                     |
| Trabajo, Asuntos Sociales, Mujer y Salud                                                           |  | Magnus Jung Desde el 25 de abril de 2022                 |                                     |
| Educación y Cultura                                                                                |  | Christine Streichert-Clivot Desde el 25 de abril de 2022 |                                     |
| Medio Ambiente, Protección del Clima, Movilidad, Agricultura, Protección del Consumidor y Justicia |  | Petra Berg Desde el 25 de abril de 2022                  |                                     |